# E272 (trasa europejska)
E272 – oznaczenie europejskiej trasy kategorii B – odnogi trasy E85, biegnącej przez środkową Litwę. 
E272 zaczyna się w Kłajpedzie, gdzie odbija od trasy europejskiej E85 i biegnie szlakami dróg krajowych: 
- A13 (autostrada) do Połągi,
- A11 do Szawli (skrzyżowanie z E77),
- A9 do Poniewieża (skrzyżowanie z E67),
- A2 (autostrada) przez Wiłkomierz (skrzyżowanie z E262) do Wilna, gdzie łączy się z trasami E28 i E85.

Ogólna długość trasy E272 wynosi około 389 km. 